# Yurika
Yurika ist ein japanischer weiblicher Vorname.

## Varianten
- 百合 果, „Lilie, Frucht“
- 由 里 香, „Grund, Heimatstadt, Duft“
- 由 利加, „Grund, Gewinn, Zusatz“
- 友 里 花, „Freund, Heimatstadt, Blume“
- 友 里加, „Freund, Heimatstadt, Zusatz“
- 友 里 香, „Freund, Heimatstadt, Duft“
- 友 梨 香, „Freund, Birne, Duft“
- 祐 里 香, „zu helfen, Heimatstadt, Duft“
- 夕 梨花, „Abend, Birne, Blume“

## Bekannte Namensträgerinnen
- Yurika (Sängerin) (* 1995), japanische Popsängerin
- Yurika Hirayama (* 1990), japanische Skispringerin
- Yurika Nakamura (* 1986), japanische Langstreckenläuferin
- Yurika Yoshida (* 1993), japanische Curlerin